# Универзитет Црне Горе
Универзитет Црне Горе је државни универзитет у Црној Гори. Централна управа и већина факултета налазе се у главном граду Подгорици, са дислоцираним факултетима у Никшићу, Цетињу и Котору. Основан је 1974. године издвајањем од Универзитета у Београду. Тренутно се састоји од 19 факултета.

## Историја
Основан је 29. априла 1974. године. Те године, три факултета: Економски, Технички и Правни из Титограда, двије више школе: Педагошка академија из Никшића и Виша поморска школа из Котора и три самостална научна института: Историјски, Пољопривредни и Институт за биолошка и медицинска истраживања из Титограда, удружили су се у Универзитет у Титограду. Годину дана након оснивања промијенио је име у Универзитет „Вељко Влаховић”, а 1992. године добија име Универзитет Црне Горе.

## Састав
Универзитет Црне Горе је лоциран у четири црногорска града: Подгорици, Никшићу, Цетињу и Котору. У свом саставу има 19 факултета. Његове чланице су: 
- Архитектонски факултет
- Биотехнички факултет
- Економски факултет
- Електротехнички факултет
- Факултет драмских умјетности
- Факултет ликовних умјетности
- Факултет политичких наука
- Факултет за спорт и физичко васпитање
- Факултет за туризам и хотелијерство
- Филолошки факултет
- Филозофски факултет
- Грађевински факултет
- Машински факултет
- Медицински факултет
- Металуршко-технолошки факултет
- Музичка академија
- Поморски факултет
- Правни факултет
- Природно-математички факултет

Под окриљем Универзитета налазе се и три научна института:
- Институт за биологију мора
- Институт за напредне студије
- Историјски институт

## Организација
Универзитет Црне Горе је организован као и већина европских универзитета. Чине га: факултети, институти и високе школе, као и логистички центри. Универзитет има јединствене академске, пословне и развојне циљеве. Универзитетом управља Управни одбор, а руководи Ректор. Највише академско тијело је Сенат Универзитета. Факултетима руководе декани, а институтима директори. На факултетима, односно институтима највиша академска тијела су наставно-научна, односно наставно-умјетничка вијећа. Институционално студентско представничко тијело је Студентски парламент. Чланови овог тијела се бирају сваке године на почетку зимског семестра, на свим факултетима а право да се кандидују имају и представници студентских организација. Представници студената бирају се и у све органе Универзитета и факултета.

## Студије
Академске 2003/04. године, прва година студија на Универзитету Црне Горе организована је на већини факултета у складу са принципима Болоњске декларације. Академске 2004/05. године овај начин студирања примијењен је на првој години студија на свим факултетима. Примјена европског система преноса и акумулације бодова (ЕСПБ) омогућио је студентима боље услове студирања и мобилност у оквиру европског академског простора.
Основни видови студијских програма на Универзитету Црне Горе су: 
- Студије на високим школама, БАп (3 године)
- Основне академске студије, БС, БА (3 године)
- Магистарске студије МС, МА (БС, БА + 2 године)
- Докторске студије (МС, МА + 3 године)

По потреби, факултети организују разноврсне програме стручног усавршавања и оспособљавања.

### Основне студије
Основне студије на већини факултета Универзитета Црне Горе трају три године. У прву годину студија се могу уписати кандидати који су стекли одговарајуће средње образовање у четворогодишњем трајању. Студент може имати статус буџетски финансираног или самофинансирајућег студента. Број студената за упис у прву годину, као и висину школарине за студенте који се самофинансирају одређује Влада Републике Црне Горе. 
Селекција кандидата за упис у прву годину студија заснива се на два кумулативна критеријума:
- општем успјеху у средњој школи (матурском испиту)
- резултатима постигнутим на пријемном испиту (за факултете умјетности)

Упис у прву годину студија се организује крајем јуна, у јулу и крајем августа. Наставни програми се реализују кроз предавања, вјежбе, семинаре, консултације, практичан рад, стручну праксу и друге облике наставе. Знање студената се континуирано провјерава путем колоквијума, семинарских радова и на завршном испиту.

### Послиједипломске студије
Специјалистичке студије трају једну школску годину, односно два семестра. Послиједипломске студије трају, по правилу, двије (1+1) школске године, односно четири семестра. 
Право уписа на послиједипломске студије имају лица која су завршила основне студије. Студент стиче право на одбрану магистарске тезе пошто положи све испите предвиђене планом и програмом послиједипломских студија. Јавном одбраном магистарске тезе студент стиче академски назив магистра наука или магистра умјетности.

### Докторске студије
Докторске студије на Универзитету Црне Горе трају, по правилу три школске године, односно шест семестара. Докторске студије може да упише лице које има академски назив магистра наука. Поступак одобравања теме докторске дисертације и избора ментора, као и комисије за оцјену и одбрану докторске дисертације, подразумијева добијање сагласности Сената Универзитета. Студент стиче право на одбрану докторске тезе пошто положи све испите предвиђене планом и програмом докторских студија. Јавном одбраном докторске тезе кандидат стиче научни степен доктора наука.